# Botes de remo de competición

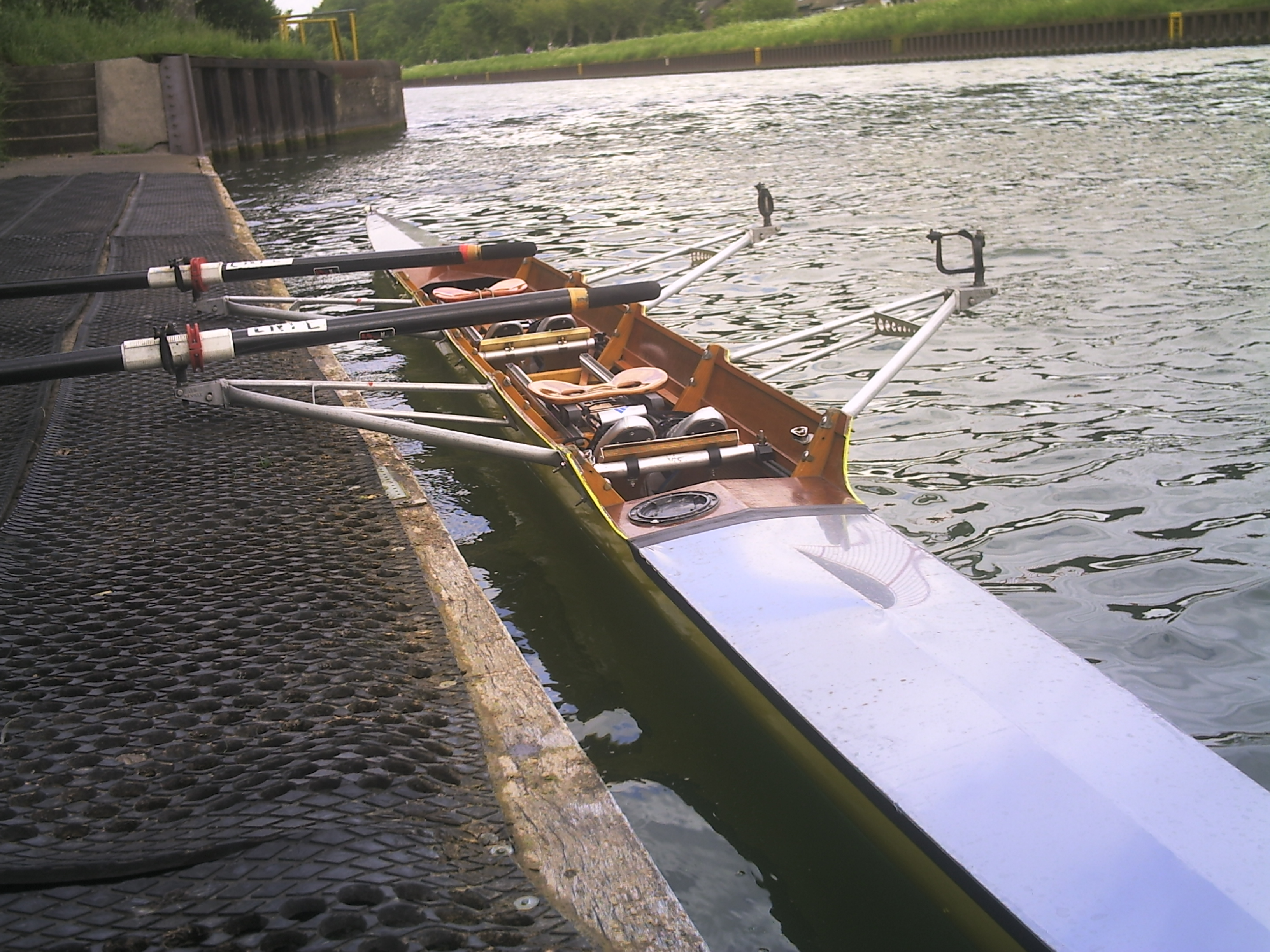
Detalle de un bote tipo doble scull.

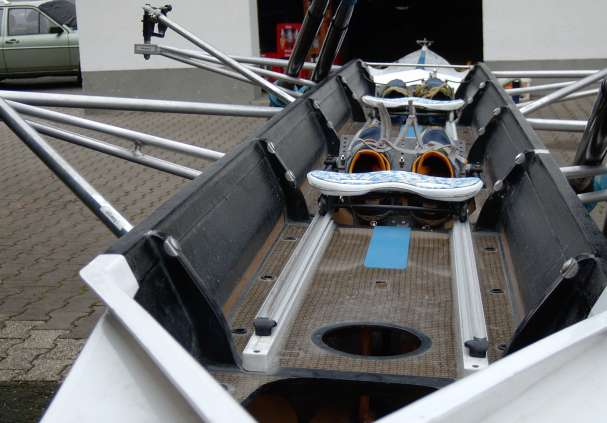
Detalle del interior de un doble scull.

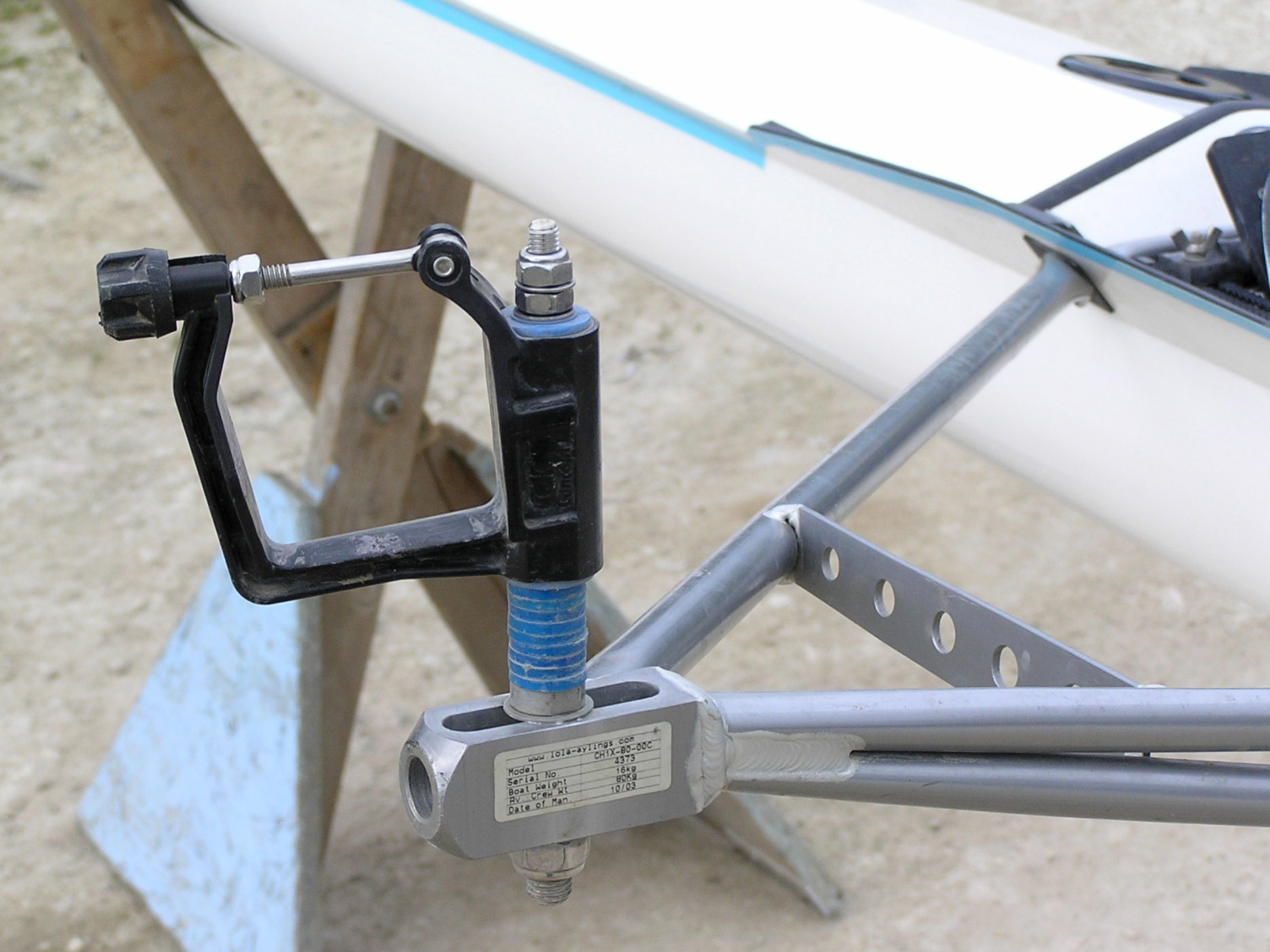
Detalle de una chumacera sobre un portante de aluminio.

En remo, en su modalidad de banco móvil, también llamado remo olímpico, se usan unos botes con una serie de características concretas distintas a las de los botes genéricos.
Las embarcaciones de remo olímpico son botes finos (de unos 60 cm de ancho) y largos. Los remeros se colocan mirando a popa, es decir, de espaldas a la dirección del movimiento, unos a continuación del otro alineados en el eje de la embarcación. Van sentados sobre un carro móvil que desliza de popa a proa sobre unas vías, permitiendo al remero flexionar las rodillas manteniendo fijos los pies en unas pedalinas fijadas al bote.

## Materiales
Aunque fabricados originalmente de casco trincado, durante la década de 1840, se comenzó a construir botes de competición con cascos lisos de madera, pero sin quilla. En 1893, el equipo de remo de la Universidad de Cornell encargó un bote de aluminio, el cual no les satisfacía, ya que se deformaba con los cambios de temperatura; lo habitual seguía siendo la construcción de botes de madera hasta bien entrada la segunda mitad del siglo XX.
A partir de la década de 1970, por motivos de menor peso y mayor rigidez los botes suelen fabricarse de materiales compuestos como fibra de carbono. Los primeros botes de competición de fibra de carbono fueron desarrollados por Empacher Bootswerft para los Juegos Olímpicos de Múnich de 1972. A modo de comparación, un ocho del año 2000 pesaba unos 200 libras (91 kg) frente a los 300 libras (136 kg) del bote de ocho en 1950.

### Botes de papel
En junio de 1868, el fabricante de cajas de cartón, Waters, Balch & Company de Nueva York, patentó un bote de papel. Sus botes ligeros fueron fabricados con láminas de papel manila mojado colocados sobre un molde, secados y luego sellados con una resina. Entre 1870 y 1885 se vendieron muchas unidades, pero resultaron difíciles de mantener y una vez dañadas, absorbían agua. No obstante estos defectos, resultaron ser más rápidos que los botes tradicionales de madera de cedro, y los clubes de remo de las universidades estadounidenses más importantes, como las de Cornell, Harvard, Yale, Columbia y Pensilvania, las usaron durante varios años.
Tanto fue así que, en 1896, la revista deportiva Outing afirmó que la principal diferencia entre el remo practicado en los Estados Unidos y el remo del Reino Unido era «el uso universal de botes de cedro por parte de los ingleses y el uso, casi universal, de botes de papel por nosotros».
Asimismo, todas las victorias de los equipos estadounidenses en competiciones internacionales de remo entre 1877 y 1897 fueron en botes de papel, incluyendo el equipo de Columbia que en 1878 ganó la Henley Royal Regatta, siendo la primera vez que un equipo de remo extranjero había ganado en Henley.
En 1893, la Universidad de Cornell, tras haber usado dos botes de papel en su primera regata, en 1875, ganando en ambos casos, tuvo que encargar dos nuevos botes; uno de aluminio y el segundo bote de papel, para poder participar en Henley en 1895.
En 1897, aunque el club de remo canadiense de Winnipeg, compitiendo en Henley en un bote de papel, terminó en segundo lugar contra un bote de cedro de la New College Boat Club de la Universidad de Oxford, ambos equipos batieron el récord anterior establecido en 1890 y los canadienses habían dominado la primera mitad del recorrido.

## Partes del bote

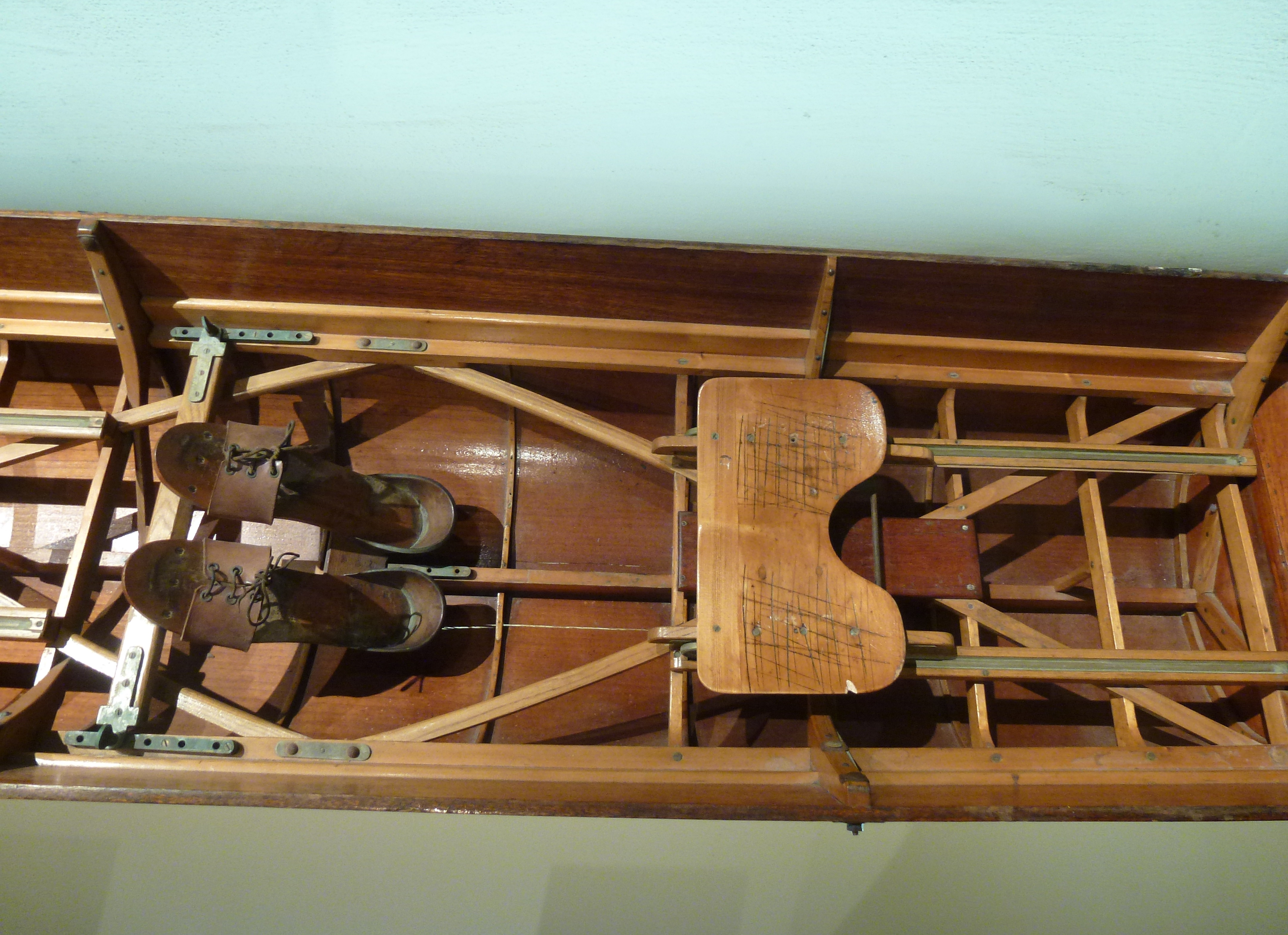
Vista del interior de un antiguo ocho de madera usado en los JJ. OO. de Estocolmo 1912. Se pueden reconocer las pedalinas a la izquierda de la imagen, y el carro que se puede mover sobre las vías, a la derecha

Aquí se enumeran las diferentes partes que conforman un bote de remo habitual, y son comunes a todas las clases de barcos de remo que se enumerarán en la siguiente sección.

### Portantes, toletes o herrajes
Los portantes, toletes o herrajes son las estructuras que se colocan en las bandas para situar la chumacera fuera del bote y permitir así crear una palanca con el remo para mover el bote. Los primeros portantes, de madera, fueron diseñados en 1828. Permitían la construcción de un bote más fino y más rápido. Poco después se fabricarían los portantes de metal.

### Chumacera u horquilla
La chumacera u horquilla es la pieza al final del portante que sujeta el remo. Aunque le permite girar al remo, este tiene un tope que no permite que se deslize hacia fuera.

### Pedalinas o Pisaderas
Las pedalinas o pisaderas son unas zapatillas fijadas a una barra regulable para sujetar los pies del remero. Están inclinadas a un ángulo de unos 45°.

### Carro y vías
El remero se sienta en un carro, o sillín, con ruedas que se mueve a lo largo de unas vías alineadas con el eje del bote. Aunque había sido inventado en 1857, hasta 1870 no se desarrolló un modelo eficaz. El año siguiente, el equipo de remos de la Universidad de Yale usó los carros y vías. Los equipos de Oxford y Cambridge los habían incorporado para la regata Oxford-Cambridge de 1873.

## Modalidades no olímpicas

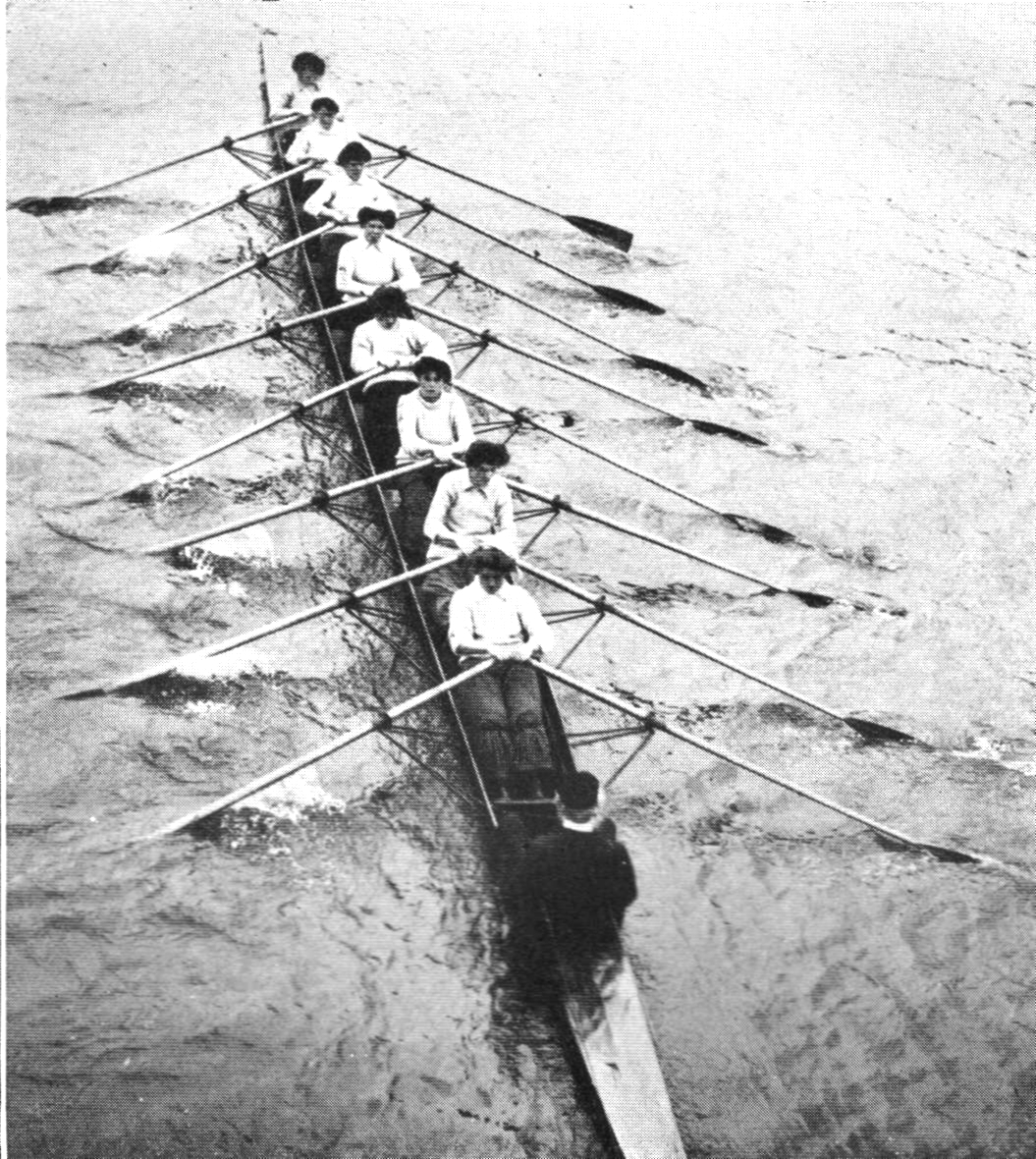
Un óctuple (8X) con ocho remeros con dos remos cada uno. Equipo femenino del Hammersmith Sculling Club –hoy Furnivall Sculling Club– (1907).

Otros tipos de bote incluyen el óctuple (8X), un bote de ocho modificado para que los ocho remeros remen con dos remos cada uno.